# Mönchsberg (Weißenohe)
Mönchsberg (früher auch Fuchsberg genannt)  ist ein Gemeindeteil des Gemeinde Weißenohe im Landkreis Forchheim (Oberfranken, Bayern).

## Geografie
Die im nordwestlichen Teil der Gräfenberger Flächenalb gelegene Einöde liegt etwa 700 Meter nordnordöstlich des Ortszentrums von Weißenohe auf einer Höhe von 441 m ü. NHN.

## Geschichte
Gegen Ende des Mittelalters befand sich der damals noch als „Fuchsberg“ bezeichnete Ort im Eigentum des zur Kurpfalz gehörenden Klosters Weißenohe. Einige Jahre nach dem Ende des Landshuter Erbfolgekrieges wurde die Einöde der Hochgerichtsbarkeit des nürnbergischen Pflegamtes Hiltpoltstein unterstellt. Denn 1520/21 hatten sich die Kurpfalz und die Reichsstadt Nürnberg vertraglich darauf geeinigt, die während des Krieges von der Reichsstadt eroberten klösterlichen Besitzungen in den Hochgerichtsbezirk des Pflegamtes einzugliedern.  Die Vogtei über die beiden einzigen Anwesen des Ortes hatte weiterhin das Kloster Weißenohe, dem damit auch die Landeshoheit über die Ortschaft zufiel. Daran änderte sich im Wesentlichen nichts, als die Oberpfalz nach der Ächtung des pfälzischen Kurfürsten Friedrich V. (des sogenannten Winterkönigs) als Lehen an Kurbaiern übergeben wurde. Für die Einöde bedeutete dies, dass die Landeshoheit über die Ortschaft von einer anderen wittelsbachischen Linie übernommen wurde.
Durch die Verwaltungsreformen zu Beginn des 19. Jahrhunderts im Königreich Bayern wurde der Ort mit dem zweiten Gemeindeedikt 1818 ein Bestandteil der Ruralgemeinde Weißenohe.

## Verkehr
Die Anbindung an das öffentliche Straßennetz wird durch eine innerörtliche Straße hergestellt, die von Weißenohe nach Sonnenberg führt und dort als Sackgasse endet.